# 아델라이데 (베토벤)

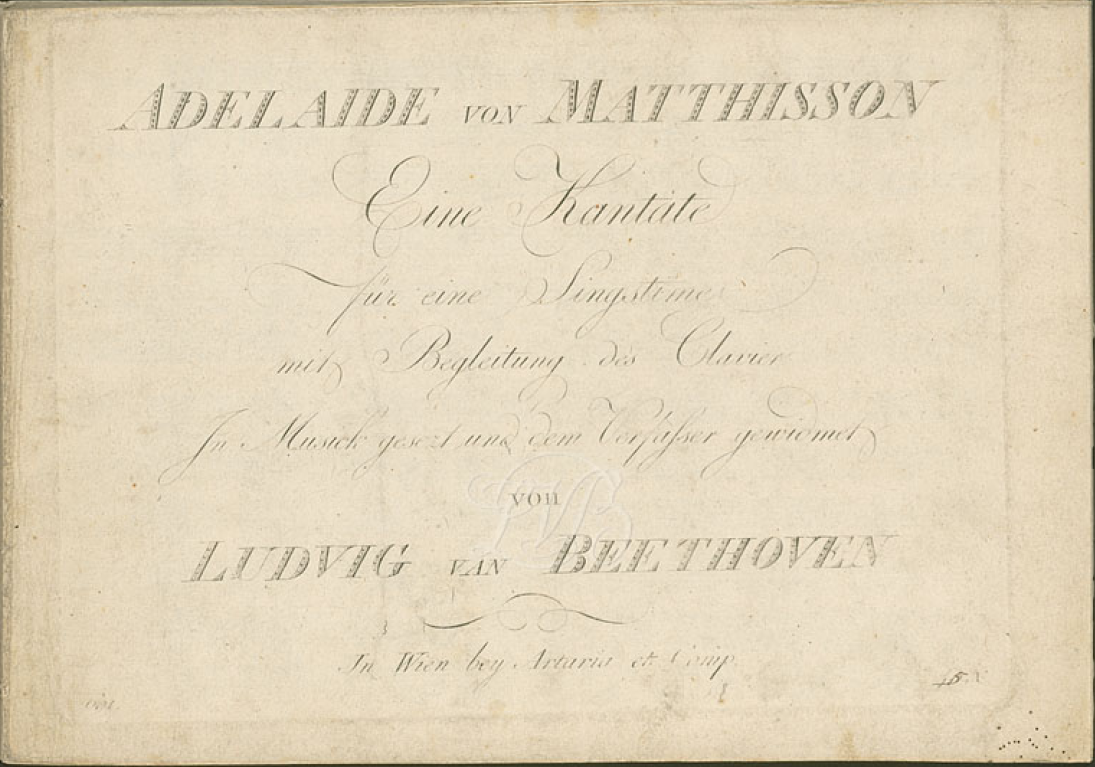

《아델라이데 작품번호 46》(독일어: Adelaide)는 루트비히 판 베토벤이 작곡한 예술 가곡이다.

## 개요
이 작품이 쓰인 시기는 1795/96년경으로, 시인 프리드리히 폰 마티손(1761-1831)의 동명의 시를 가사로 하고 있다. 초판의 간행은 1802년에 빈의 아르타리아를 통해 이루어졌으며, 헌정은 역시 프리드리히 폰 마티손에게 이루어졌다. 이 노래는 작곡자인 베토벤이 가장 좋아하는 곡 중 하나였다. 이 사실은 베토벤이 마티손에게 보낸 편지에서 확인할 수 있다. 그는 1815년에 러시아 황후의 생일을 축하하는 연주회에서 이 작품을 연주하기도 했다.
이 작품은 여러 조성을 거쳐가고 있는 악절과 함께, 미니어처의 소나타와 같은 구조로 되어 있다. 시작에서 사려하는 동안, 텍스트는 유절의 설정을 요구하는 것처럼 보이지만, 베토벤의 연작의 처리는 시의 단어와 묘사에 대하여 추가 색상과 표현력을 불어 넣는다. 예를 들어, 시인이 봄 밤의 정원에서 방황하는 것을 묘사하는 첫 번째 절의 설정은 고요하다. 그리고 두 번째 절에서 그가 자연의 웅장함 속에서 사랑하는 사람의 얼굴을 보는 것을 묘사할 때, 음악은 훨씬 더 당당하다. 그리고 세 번째 절에서의 피아노는 밀려오는 파도와 나이팅게일의 노래를 생생하게 묘사한다. 그러나 줄곧 황홀한 명상의 하나인 전반적인 음색은 동일하다. 노래의 가장 중요한 통합 요소 중의 하나는 "아델라이데"라는 이름의 부드러운 반복이다.

## 가사
아델라이데의 텍스트는 이상화 되고 겉보기에 달성이 불가능해 보이는 여성에 대한 갈망의 유출을 표현한 낭만적인 시이다.
Einsam wandelt dein Freund im Frühlingsgarten,

Mild vom lieblichen Zauberlicht umflossen,

Das durch wankende Blütenzweige zittert,

Adelaide!

In der spiegelnden Flut, im Schnee der Alpen,

In des sinkenden Tages Goldgewölken,

Im Gefilde der Sterne strahlt dein Bildnis,

Adelaide!

Abendlüfte im zarten Laube flüstern,

Silberglöckchen des Mais im Grase säuseln,

Wellen rauschen und Nachtigallen flöten:

Adelaide!

Einst，o Wunder! entblüht auf meinem Grabe,

Eine Blume der Asche meines Herzens;

Deutlich schimmert auf jedem Purpurblättchen:

Adelaide!
당신의 친구는 봄 정원을 홀로 걷고,

흔들리는 꽃가지 사이로 흐르는

달콤한 마법의 빛에 부드럽게 젖네.

아델라이데!

빛나는 여울 속에도, 알프스의 눈 속에도,

해 질 무렵 황금빛 구름 속에도,

밤하늘 별밭 속에도 그대 모습은 빛나네.

아델라이데!

상냥한 잎사귀에 저녁 바람이 속삭이고,

오월의 종소리가 잔디에 바스락거리고,

파도가 포효하고 나이팅게일이 노래하네:

아델라이데!

언젠가, 오 기적이여! 내 무덤에 꽃이 피리라.

내 마음의 잿더미로부터 한송이 꽃이;

모든 보라색 꽃잎에 선명히 반짝이리라:

아델라이데!